# هیلزبورو (کالیفرنیا)
هیلزبورو (به انگلیسی: Hillsborough) شهری در شهرستان سن ماتئو ایالت کالیفرنیا است که در سرشماری سال ۲۰۱۰ میلادی، ۱۰۸۲۵ نفر جمعیت داشته است.